# Querétaro
Querétaro (bivše službeno ime Querétaro Arteaga) jedna je od 31 saveznih država Meksika, smještena u središnjem dijelu zemlje. Država se prostire na 11.658 km², u njoj živi 1.705.267 stanovnika (2009), a glavni grad je istoimeni Querétaro (špa: Santiago de Querétaro).
Querétaro je okružena saveznom državom San Luis Potosí na sjeveru, državom Guanajuato na zapadu, Hidalgo na istoku, na jugoistoku federalnim distriktom glavnog grada Ciudad de México, a na jugozapadu Michoacán.

## Općine
- Amealco de Bonfil
- Arroyo Seco
- Cadereyta de Montes
- Colón
- Corregidora
- El Marqués
- Ezequiel Montes
- Huimilpan
- Jalpan de Serra
- Landa de Matamoros
- Pedro Escobedo
- Peñamiller
- Pinal de Amoles
- Querétaro
- San Joaquín
- San Juan del Río
- Tequisquiapan
- Tolimán